# آيت أونزار (إيمدري)
آيت أونزار هو دُوَّار يقع بجماعة سكورة أهل الوسط، إقليم ورززات، جهة درعة تافيلالت في المملكة المغربية. ينتمي الدوّار لمشيخة إيمدري التي تضم 4 دواوير. يقدر عدد سكانه بـ 411 نسمة حسب الإحصاء الرسمي للسكان والسكنى لسنة 2004.

## وصلات خارجية
- البوابة الوطنية للجماعات الترابية
- المندوبية السامية للتخطيط